# Raúl Orejuela Bueno
Raúl Orejuela Bueno (Palmira, 1929-Bogotá, 20 de junio de 1995) fue un médico, diplomático y político colombiano, que se desempeñó como Gobernador de Valle del Cauca, Ministro de Gobierno y Ministro de Salud Pública de Colombia.

## Biografía
Nació en Palmira en 1929 y estudió Medicina en Cali. Sirvió como médico en el sector privado antes de dar el salto a la política como Secretario de Salud de Valle del Cauca en 1966.
Posteriormente, en 1970, durante la presidencia de Misael Pastrana se desempeñó como Viceministro de Salud Pública, llegando a ser Ministro Encargado de esa cartera en septiembre de 1970 y en abril de 1971. Como afiliado al Partido Liberal, en agosto de 1974 el presidente Alfonso López Michelsen lo nombró Gobernador de Valle del Cauca, en reemplazo de Marino Rengifo Salcedo. Ocupó tal cargo hasta septiembre de 1976, cuando dio el salto al cargo de Ministro de Salud Pública del presidente López Michelsen.
Durante la presidencia de Belisario Betancur fue designado Embajador en Suecia en 1982. Finalmente, en febrero de 1989 el presidente Virgilio Barco Vargas lo nombró como Ministro de Gobierno. Desde tal cargo fue responsable firmar los Tratados de Paz con el Movimiento 19 de abril. Tras dejar el Ministerio, se desempeñó como Embajador en Uruguay.
También se desempeñó como Senador de la República, Representante de Colombia ante la Organización Mundial de la Salud (OMS) en Ginebra (Suiza) y como Embajador ante la Asociación Latinoamericana de Integración.
Falleció en Bogotá en junio de 1995. En su ciudad natal hay un hospital público llamado como él en su honor.